# Rua García Camba
A Rua García Camba é uma rua em Pontevedra (Espanha) localizada no centro da cidade, na primeira zona de expansão urbana. É uma das principais ruas de Pontevedra.

## Origem do nome
A rua é dedicada ao juiz Miguel Gay García Camba, que ocupou cargos importantes na cidade e foi também presidente do Liceo Casino entre 1903 e 1907, e que doou os terrenos necessários para a construção da rua.

## História
A Rua García Camba foi aberta na primeira zona de expansão urbana da cidade em 1884, quando Miguel Gay García Camba e a sua família doaram terrenos para a construção de uma nova rua entre as ruas centrais Oliva e Peregrina.
Em 1915, a construção do novo edifício central dos correios da cidade começou na esquina das ruas García Camba e Oliva, num terreno pertencente ao Marquês de Riestra, que tinha pertencido a Miguel Gay García Camba.
Nas primeiras décadas do século XX, a Rua García Camba tornou-se uma das ruas mais importantes da cidade, conhecida como a rua dos espectáculos devido aos cinemas e teatros que ali se localizavam. A 20 de Fevereiro de 1932, o cinema Coliseum abriu no número 10 da rua, projectado pelo arquitecto Antonio López Hernández (no local do actual edifício Viacambre) e decorado com murais por Carlos Sobrino Buhigas, e fechou em 1971. Em 1948, o teatro-cinema Malvar foi inaugurado no número 12 da rua, e fechou as suas portas em 1996.
De 1943 a 1950, a galeria de arte do restaurante Urquin na rua foi responsável pelo renascimento da cena artística da cidade, com exposições de obras de pintores como Manuel Torres e Carlos Sobrino Buhigas. A sua inauguração em 1943, durante a qual Antonio Machín actuou, foi um grande acontecimento.
Em 1944, o arquitecto municipal Juan Argenti Navajas concebeu o projecto de prolongamento da Rua García Camba, que nunca foi executado.
Nas décadas seguintes, foram abertos estabelecimentos comerciais emblemáticos nesta rua de Pontevedra, tais como a pastelaria Capri, inaugurada em 1963, ou Los Castellanos. As livrarias de renome ocupavam também um lugar significativo na rua. Em 1973, a livraria Seoane abriu no número 6, que fechou em 2003, e em 1987, a livraria Escolma abriu nas instalações da antiga livraria Luis Martínez Gendra, no número 11.
Em 1964, o icónico edifício Las Torres foi inaugurado na esquina da Rua Andrés Muruais, o arranha-céus por excelência de Pontevedra, cujo terreno fora vendido em 18 de Novembro de 1959.
Em 18 de Abril de 2001, a Rua García Camba foi fechada ao trânsito pela Rua Daniel de la Sota, deixando apenas um acesso para o trânsito rodoviário a partir da Praça da Galiza pela Rua Andrés Muruais.

## Descrição
É uma rua plana no coração do centro da cidade com um traçado recto de 130 metros. A sua largura média é de 15 metros.
É uma rua central na primeira zona de expansão urbana da cidade com uma faixa de tráfego e dois passeios desde as ruas Peregrina e Andrés Muruais até à Rua da Oliva. Toda a rua está delimitada por camélias de ambos os lados.
É uma das ruas principais da cidade e um dos seus centros nevrálgicos, onde um grande número de agências bancárias está localizado há décadas, razão pela qual é também conhecida como a rua dos bancos.
Em 2021, a Rua García Camba era a rua mais cara da cidade, onde 12% dos proprietários são holandeses, britânicos ou australianos.

## Edifícios notáveis
Na esquina noroeste da Rua García Camba com a Rua da Oliva encontra-se o edifício central dos correios da cidade, a sede dos correios da província de Pontevedra. O edifício pertence ao estilo Art Nouveau que prevaleceu nos primeiros anos do século XX. A entrada principal tem a forma de um canto chanfrado com arcos apoiados por colunas clássicas e escadas de pedra que conduzem a uma sala de entrada elevada. É decorada com cantaria geométrica na fachada, particularmente no nível superior, com lucarnas e janelas geométricas em cada nível. O nível superior, acima da entrada principal, é coroado com o brasão de pedra da cidade. No interior, o edifício é construído em torno de um espaço central sobre uma sala pública, e a utilização de materiais como o vidro, madeira e gesso, bem como a abóbada de vidro colorido, são particularmente notáveis.
No número 5 da rua encontra-se a Casa Luciano Dazevedo, um edifício modernista projectado pelo arquitecto Andrés López de Ocáriz Robledo em 1914. Os quatro andares superiores foram acrescentados em 1995. As varandas são idênticas às do Palace Hotel, que estava localizado na Praça da Galiza.
O edifício González Vega, no número 8, é o melhor exemplo do Modernismo racionalista preservado na cidade, concebido em Junho de 1939 pelo arquitecto Eloy Maquieira Fernández.  A fachada está simetricamente organizada em quatro partes iguais, as duas centrais correspondentes às janelas e as laterais às varandas, sobre as quais se abrem janelas e oeil-de-boeuf, excepto no quinto andar, onde a varanda é contínua. O edifício está organizado internamente com dois apartamentos por andar.
O edifício Las Torres, projectado pelo arquitecto Alfonso Barreiro Buján, foi inaugurado no número 14 da rua em 1964. É o edifício mais alto de Pontevedra, com 16 andares e uma altura de 60 metros.

## Galeria

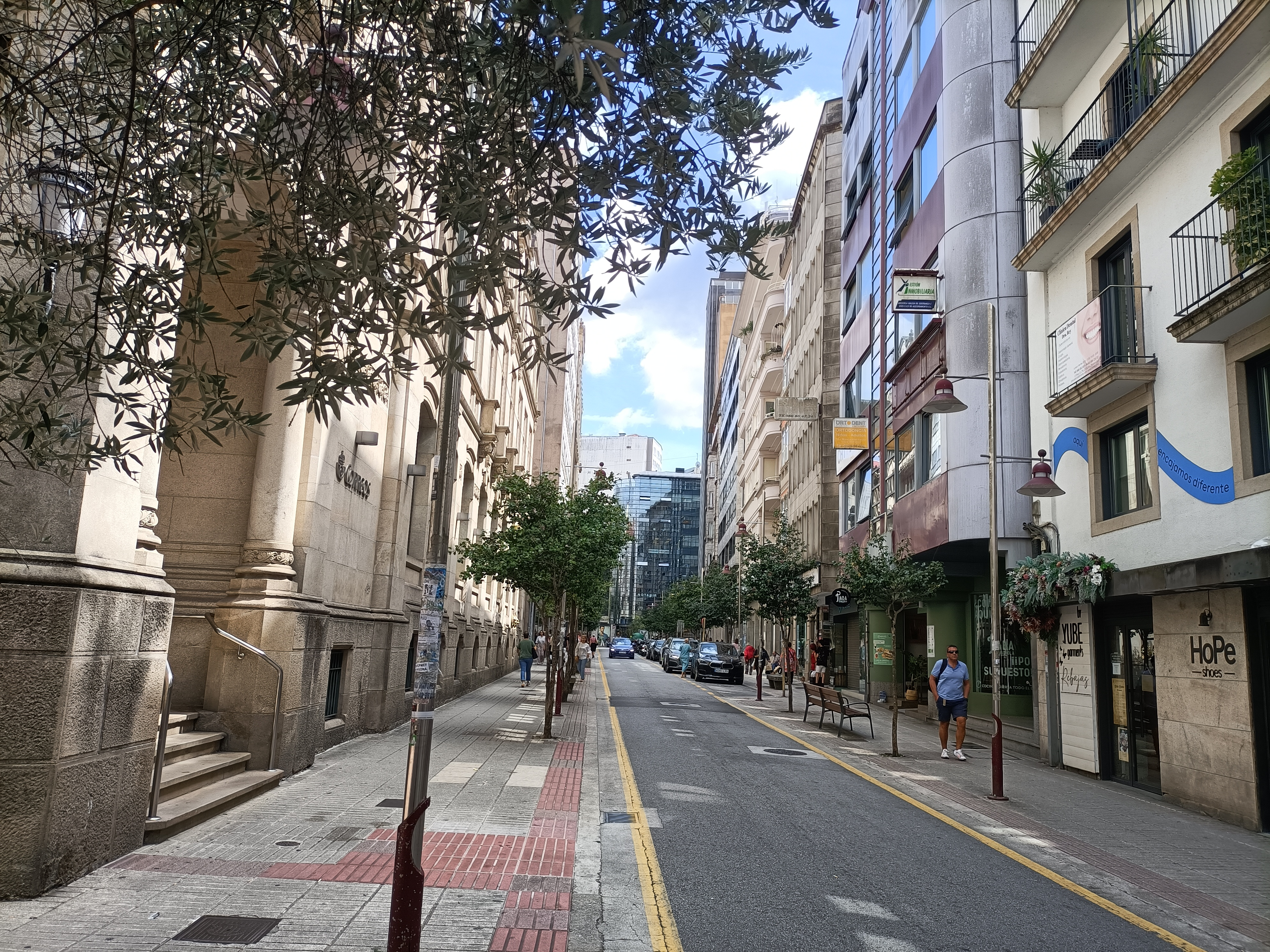
A rua em 2023
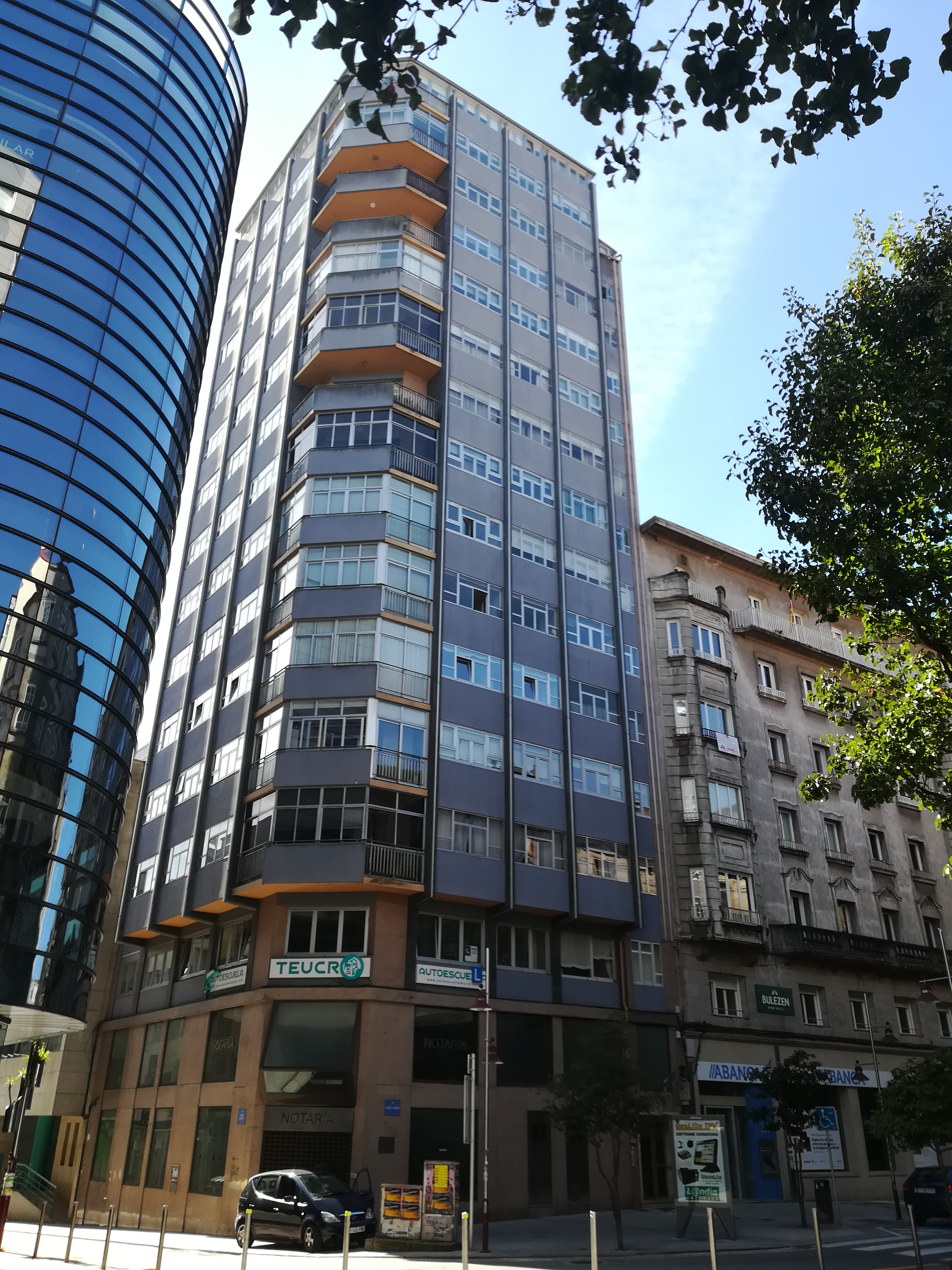
Edifício Las Torres
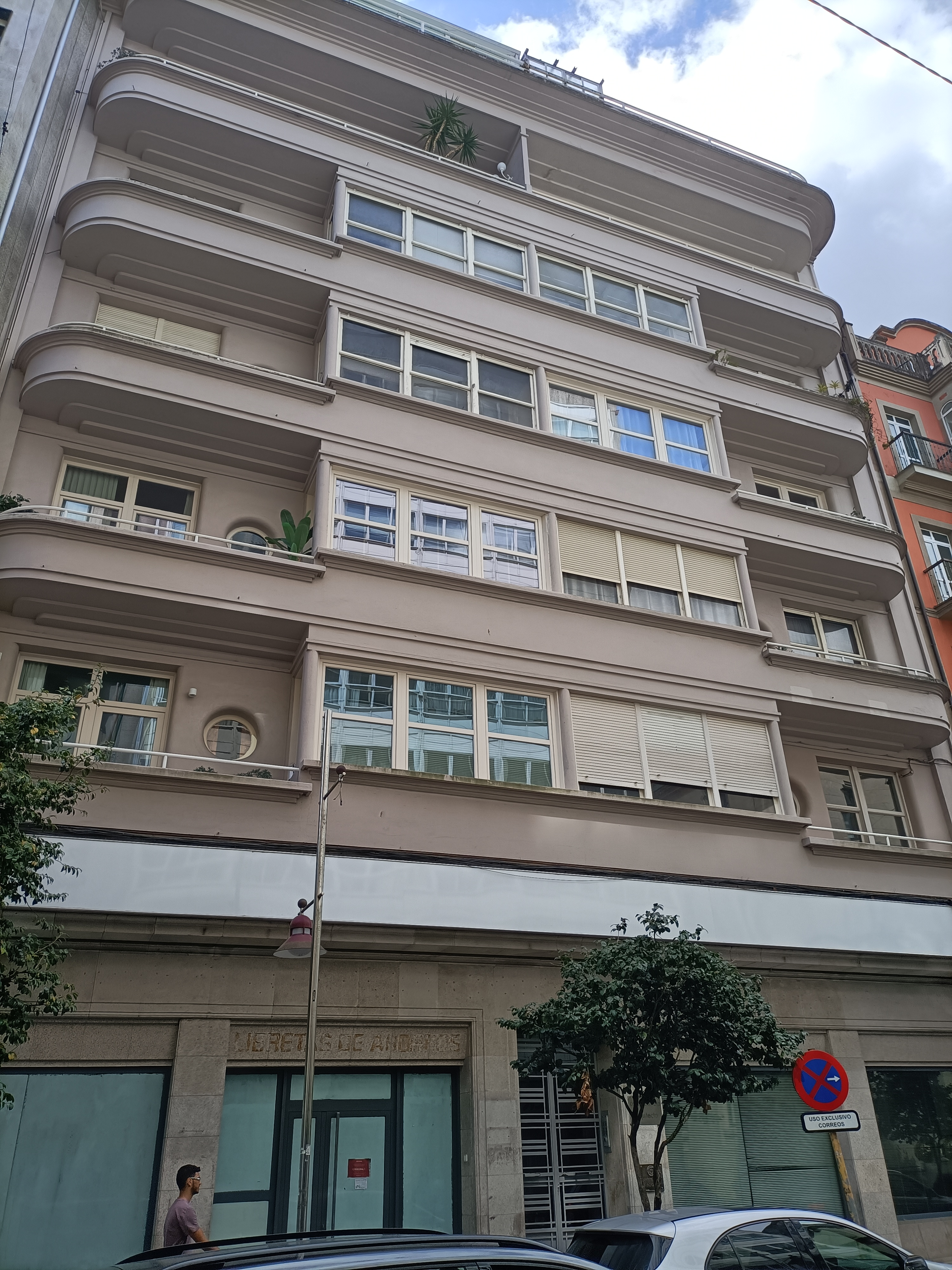
Edifício González Vega
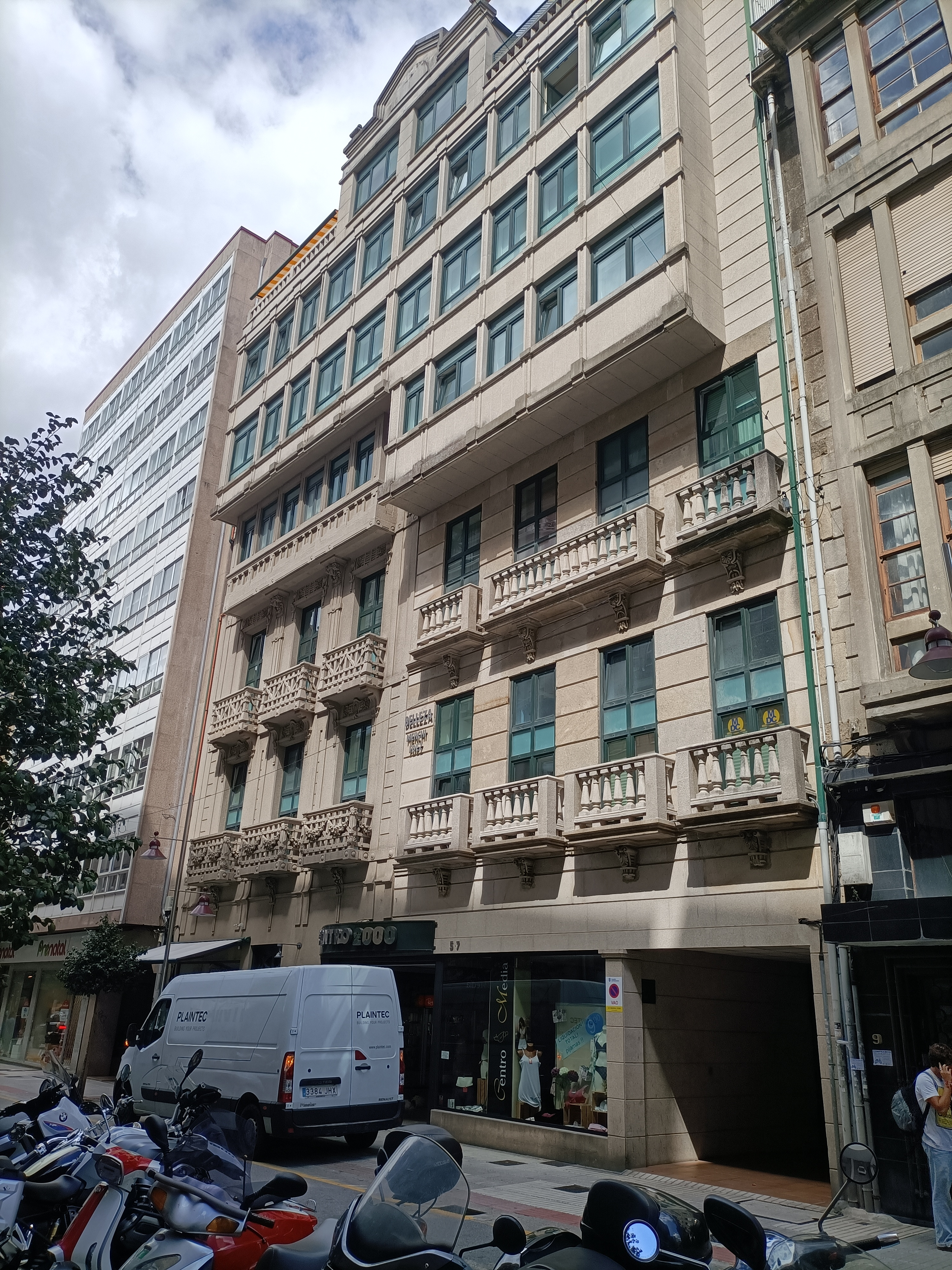
Edifício Luciano Dazevedo
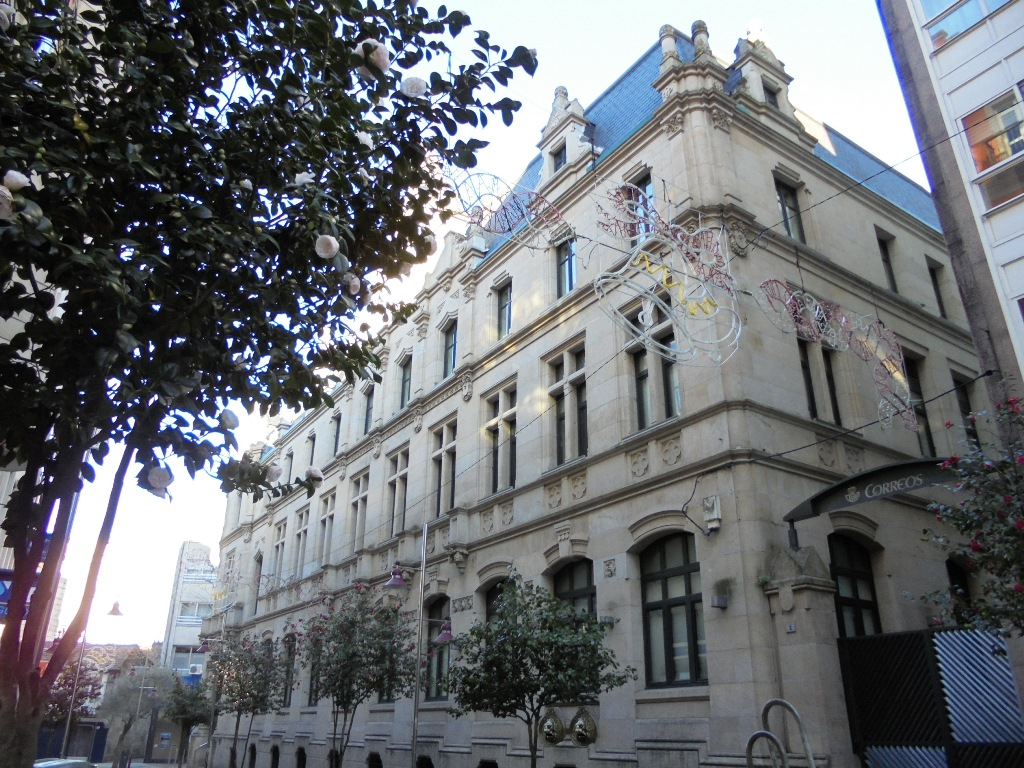
Fachada do edifício central dos correios
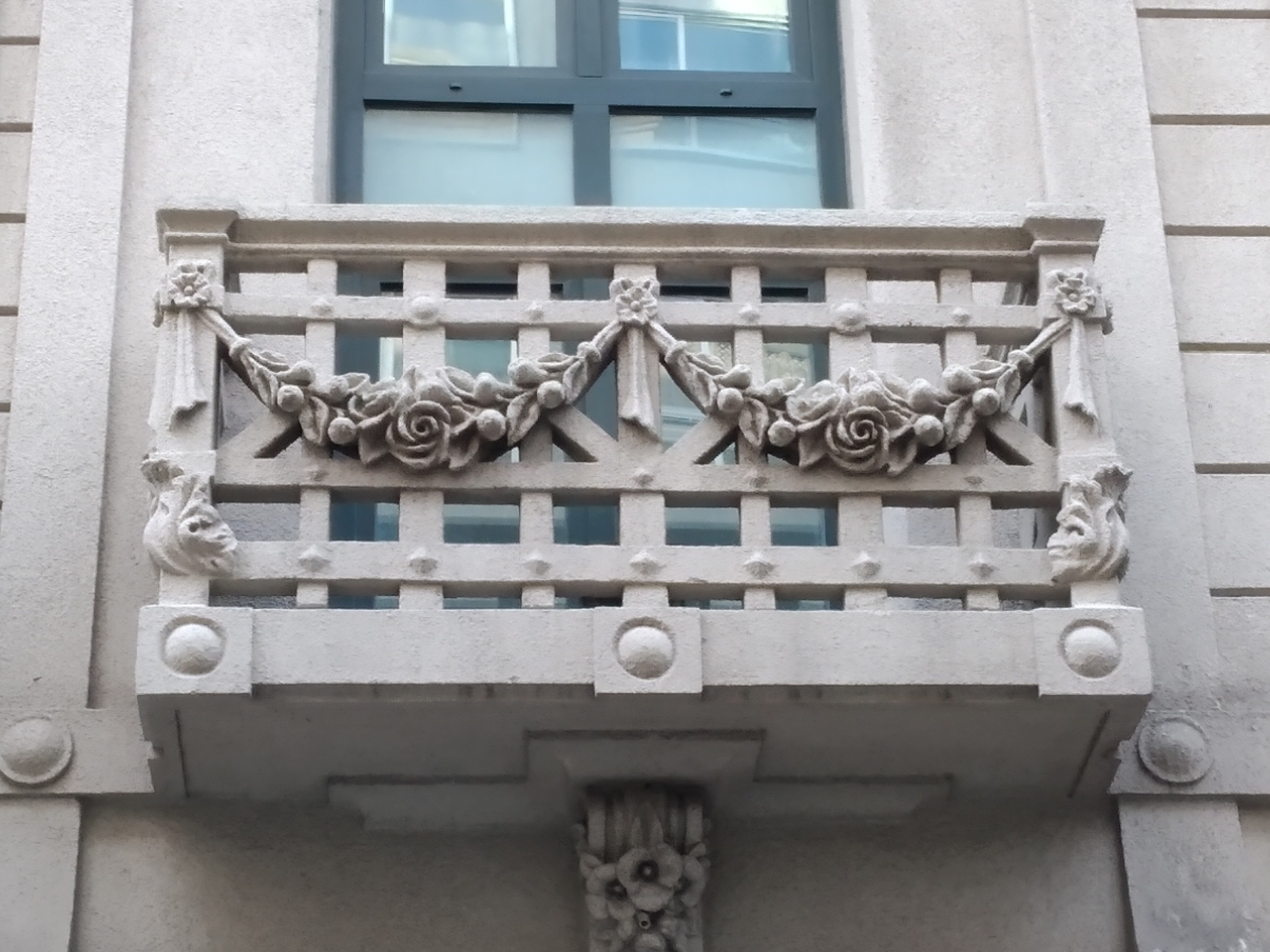
Varanda Art Nouveau da casa Luciano Dazevedo no número 5
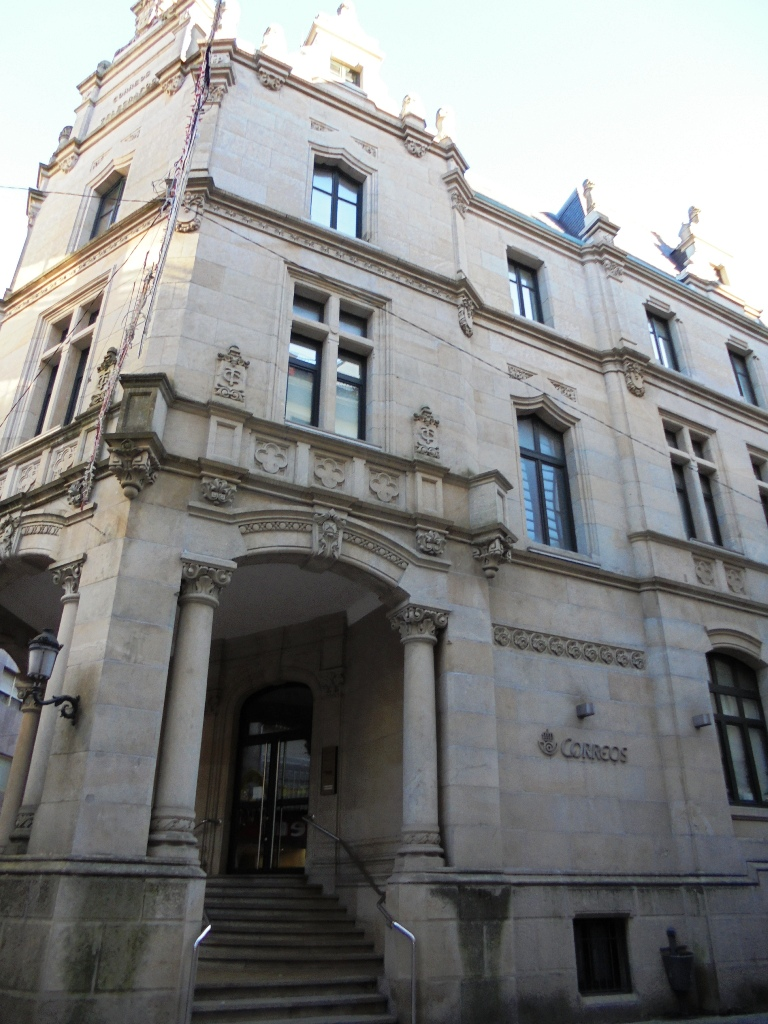
Entrada do edifício central dos correios
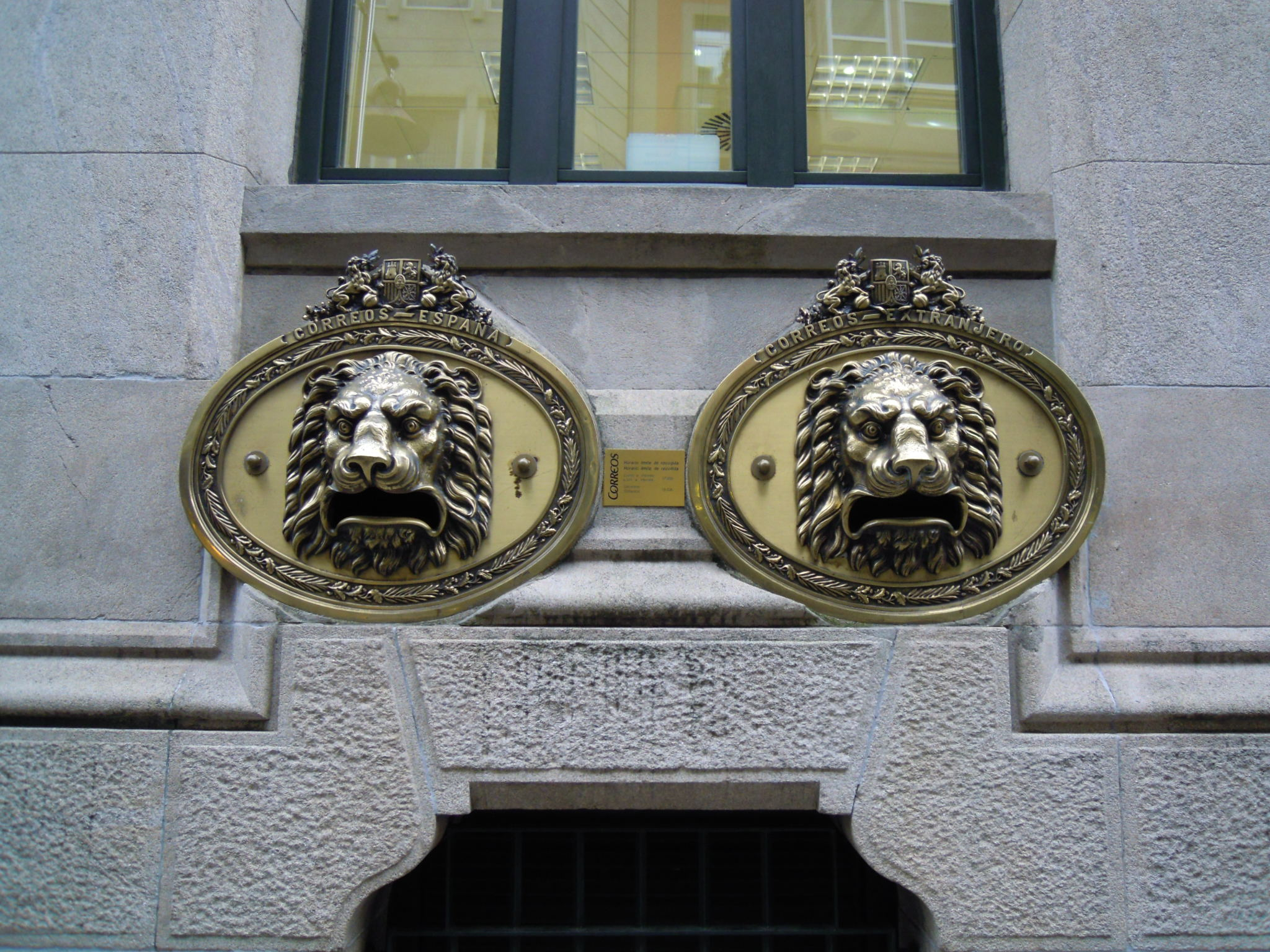
Cabeça de leão nas janelas das caixas de correio da Rua García Camba

### Artigos relacionados
- Ensanche-Centro da Cidade
- Rua da Oliva
- Edifício Central dos Correios de Pontevedra
- Rua Daniel de la Sota
- Glorieta de Compostela